# Плашкин, Борис Иосифович
Борис Иосифович Плашкин (1917—1942) — старший лейтенант Рабоче-крестьянской Красной Армии, участник Великой Отечественной войны, Герой Советского Союза (1942).

## Биография
Борис Плашкин родился 20 октября 1917 года в Петрограде. Отец, Иосиф Сергеевич Плашкин (род. 1887), унтер-офицер лейб-гвардии 1-го стрелкового полка, из старообрядцев-беспоповцев дер. Сарги Красноуфимского уезда Пермской губернии, 24 февраля 1912 года перешел в православие. 13 ноября 1916 года в Петрограде Иосиф Плашкин женился на Антонине Васильевне Тарасовой (род. 1894), крестьянке дер. Боброво Гдовского уезда Петербургской губернии. 
Окончил неполную среднюю школу. В 1935 году Плашкин был призван на службу в Рабоче-крестьянскую Красную Армию. В 1938 году он окончил Ленинградское военно-электротехническое училище, в 1939 году — Харьковское военное авиационное училище лётчиков. Участвовал в боях советско-финской войны. С начала Великой Отечественной войны — на её фронтах.
К марту 1942 года старший лейтенант Борис Плашкин был стрелком-бомбардиром 514-го бомбардировочного авиаполка Северо-Западного фронта. За время своего участия в войне он совершил 157 боевых вылетов на бомбардировку скоплений боевой техники и живой силы противника, нанеся ему большие потери. 15 марта 1942 года Плашкин погиб в бою.
Указом Президиума Верховного Совета СССР «О присвоении звания Героя Советского Союза начальствующему составу Красной Армии» от 21 июля 1942 года за «образцовое выполнение боевых заданий командования на фронте борьбы с немецкими захватчиками и проявленные при этом отвагу и геройство» удостоен посмертно высокого звания Героя Советского Союза. Также посмертно был награждён орденом Ленина.